# Hassan Sheikh Mohamud
Hassan Sheikh Mohamud (somali: Xasan Sheekh Maxamuud árabe: حسن شيخ محمود, Jalalaqsi, Província de Hiiraan 29 de novembro de 1955) é um politico somali, ex-decano universitário, activista social e presidente da Somália desde 2022; já havia exercido de 2012 até 2017. Pertence ao clã dos Hawiye que reside no sul e centro da Somália. Durante a guerra civil ele não fugiu.

## Vida
Mohamud nasceu em Jalalaqsi na província de Hiiraan, onde começou sua educação primaria e religiosa. Em 1978 mudou-se para Mogadíscio para freqüentar o ensino secundário. Em 1981 Mohamud se formou Bacharel em tecnologia da Universidade Nacional da Somália. Em 1986 mudou-se para a Índia para participar de um programa de mestrado na Universidade de Bhopal. Lá, ele foi agraciado com o grau de mestre no ensino técnico em 1988. Voltou em seguida a sua terra.
Quando a guerra civil começou em 1990, Mohamud serviu como homólogo para diversas ONGs, como a ONU na área de desenvolvimento. Inicialmente ele foi membro de um grupo de especialistas internacionais a avaliar o grau de destruição no sector da educação no país. Ele fez viagens extensivas na região para explorar a magnitude do colapso no sector da educação, um projecto da UNESCO em toda a Somália. Sua ênfase foi a componente de investigação no âmbito do projecto.
Ele também trabalhou nos escritórios da UNICEF no centro e sul do país entre 1993 e 1995. 1999 ele é um dos fundadores do Instituto Somali de Gestão e Administração em Mogadíscio e trabalhou com várias organizações humanitárias internacionais na Somália. A instituição mais tarde se tornou a Universidade Simad (SIMAD), Mohamud servindo como decano até 2010.

## Carreira política
No ano seguinte, entrou para a política, formando o Partido de Paz e Desenvolvimento. Os membros do partido o elegeram como seu presidente para os próximos anos. A ideologia do partido está intimamente ligada à Irmandade Muçulmana. Em agosto de 2012, foi eleito membro do Parlamento no recém-formado Parlamento Federal Somali.

### Presidente
Em 10 de setembro, os deputados da Somália reunidos em Mogadíscio elegeram, na segunda volta e por esmagadora maioria, Hassan Sheikh Mohamud para o cargo de presidente do país. Hassan Sheikh Mohamud obteve 190 contra 79 votos de Sharif Sheikh Ahmed, Presidente de transição somali que era considerado como favorito.
Em 16 de maio de 2022, Hassan retorna ao poder presidencial depois de vencer a eleição contra Mohamed Abdullahi Mohamed.